# Paracinipe adelaidae
Paracinipe adelaidae is een rechtvleugelig insect uit de familie Pamphagidae. De wetenschappelijke naam van deze soort is voor het eerst geldig gepubliceerd in 1996 door Massa.